# Libanesische Premier League 2002/03
Die Libanesische Premier League 2002/03 war die 43. Spielzeit der höchsten libanesischen Spielklasse im Fußball der Männer. Insgesamt traten zwölf Mannschaften an. Sie begann am 26. Oktober 2002 und endete am 29. Juni 2003. Titelverteidiger war der Nejmeh Club.
Homenmen Beirut, Homenetmen Beirut, al-Ahli Saida und Racing Beirut stiegen nach der Saison 2001/02 in die Second Division ab. Die Aufsteiger waren Olympic Beirut und al-Mabarrah.

## Hauptrunde

### Abschlusstabelle
| Pl. | Verein                | Sp. | S  | U  | N  | Tore    | Diff. | Punkte |
| --- | --------------------- | --- | -- | -- | -- | ------- | ----- | ------ |
| 1.  | Olympic Beirut (N)    | 22  | 16 | 2  | 4  | 039:120 | +27   | 50     |
| 2.  | Nejmeh Club (M)       | 22  | 14 | 5  | 3  | 043:220 | +21   | 47     |
| 3.  | al Ahed               | 22  | 13 | 4  | 5  | 036:190 | +17   | 43     |
| 4.  | al-Ansar (P)          | 22  | 9  | 10 | 3  | 032:190 | +13   | 37     |
| 5.  | Tadamon Sur Club      | 22  | 8  | 8  | 6  | 030:270 | +3    | 32     |
| 6.  | Safa SC Beirut        | 22  | 7  | 6  | 9  | 025:310 | −6    | 27     |
| 7.  | Shabab al-Sahel       | 22  | 5  | 8  | 9  | 029:340 | −5    | 23     |
| 8.  | Hekmeh FC             | 22  | 5  | 8  | 9  | 025:320 | −7    | 23     |
| 9.  | Salam Zgharta         | 22  | 6  | 5  | 11 | 029:370 | −8    | 23     |
| 10. | al-Mabarrah (N)       | 22  | 5  | 8  | 9  | 025:340 | −9    | 23     |
| 11. | Al-Akhaa al-Ahli Aley | 22  | 4  | 4  | 14 | 017:380 | −21   | 16     |
| 12. | Al Bourj 1            | 22  | 5  | 2  | 15 | 021:460 | −25   | 11     |

Zum Saisonende 2001/02:

(M) Amtierender Meister: Nejmeh Club

(P) Amtierender Pokalsieger: al-Ansar

(N) Aufsteiger aus der Second Division 2001/02: Olympic Beirut & al-Mabarrah
Anmerkung:

## Meisterrunde

### Tabelle
| Pl. | Verein             | Sp. | S  | U  | N | Tore    | Diff. | Punkte |
| --- | ------------------ | --- | -- | -- | - | ------- | ----- | ------ |
| 1.  | Olympic Beirut (N) | 25  | 17 | 3  | 5 | 040:140 | +26   | 54     |
| 2.  | Nejmeh Club (M)    | 25  | 16 | 5  | 4 | 049:260 | +23   | 53     |
| 3.  | al Ahed            | 25  | 15 | 5  | 5 | 044:220 | +22   | 50     |
| 4.  | al-Ansar (P)       | 25  | 9  | 10 | 6 | 032:250 | +7    | 37     |

(M) Amtierender Meister

(P) Amtierender Pokalsieger

(N) Aufsteiger aus der Second Division 2001/02

## Abstiegsrunde

### Tabelle
| Pl. | Verein                | Sp. | S | U | N  | Tore    | Diff. | Punkte |
| --- | --------------------- | --- | - | - | -- | ------- | ----- | ------ |
| 9.  | al-Mabarrah (N)       | 25  | 8 | 8 | 9  | 039:380 | +1    | 32     |
| 10. | Salam Zgharta         | 25  | 7 | 5 | 13 | 041:440 | −3    | 26     |
| 11. | Al-Akhaa al-Ahli Aley | 25  | 5 | 4 | 16 | 021:460 | −25   | 19     |
| 12. | Al Bourj 1            | 25  | 6 | 2 | 17 | 025:610 | −36   | 14     |

(N) Aufsteiger aus der Second Division 2001/02
Anmerkung: